# Spongia labyrinthiformis
Spongia labyrinthiformis är en svampdjursart som beskrevs av Vahl 1793. Spongia labyrinthiformis ingår i släktet Spongia och familjen Spongiidae. Inga underarter finns listade i Catalogue of Life.